# تنغيز كيتوفاني
تنغيز كيتوفاني (بالجورجية: Тенгиз китовани tengiz k'it'ovani؛ 9 يونيو 1938 - 13 نوفمبر 2023) سياسي وقائد عسكري جورجي شارك في الحرب الأهلية الجورجية في أوائل التسعينيات عندما تولى قيادة الحرس الوطني في جورجي. حظى وزير الدفاع الجورجي السابق بسمعة سيئة ومنسق الغزو العسكري الوحشي لأبخازيا في عام 1992، عن عمر يناهز 85 عاماً. وتمثل وفاته نهاية فصل بالنسبة للكثيرين في أبخازيا، والذي اتسم بالعنف والقمع.
شغل كيتوفاني أيضًا منصب وزير الدفاع حتى تم تهميشه تدريجيًا من قبل إدوارد شيفردنادزه الذي تمت دعوته في وقت سابق لقيادة الأمة بعد الانقلاب الناجح الذي شنه كيتوفاني وحلفاؤه ضد رئيس جورجيا الأول زفياد جامساخورديا.